# Contea di Simcoe
La contea di Simcoe è una contea dell'Ontario in Canada. Al 2006 contava una popolazione di 422.204 abitanti. Ha come capoluogo Springwater.